# Wenke Häusler
Wenke Häusler (* im 20. Jahrhundert) ist eine ehemalige deutsche Fußballspielerin.

## Karriere
Häusler gehörte dem FSV Frankfurt als Abwehrspielerin in der Premierensaison der eingleisigen Bundesliga an. Am Ende ihrer ein Jahr währenden Zugehörigkeit zum Verein gewann sie die Deutsche Meisterschaft und erreichte mit ihm auch das Finale um den nationalen Vereinspokal. Am 16. Mai 1998 war ihre Mannschaft, in der sie 90 Minuten lang mitwirkte, dem FCR Duisburg 55 im Olympiastadion Berlin vor 35.000 Zuschauern mit 2:6 deutlich unterlegen.

## Erfolge
- Deutscher Meister 1998
- DFB-Pokal-Finalist 1998